# Виктория (спортивный комплекс, Брест)
ЦОР «Виктория» (бел. Вікторыя, полное название — рус. Брестский  областной центр олимпийского резерва по игровым видам спорта «Виктория» имени Анатолия Петровича Мешкова) — спортивный комплекс в городе Брест, Беларусь. Был открыт 31 августа 2004 года. Является домашней ареной гандбольного клуба «Мешков Брест».

## Структура комплекса
В состав ЦОР «Виктория» входят:
- основной игровой зал вместимостью 3 740 зрителей;
- тренировочный зал вместимостью 300 зрителей;
- тренажерный зал;
- 7 командных раздевалок;
- блок из трех саун в комплексе с медицинскими помещениями;
- хозяйственные и административные помещения;
- комментаторская и VIP-ложа.

## Наиболее значимые события
- Чемпионат Европы по футзалу среди мужчин 2012
- Чемпионат мира по футзалу (AMF) 2015